# Verdienter Pilot der UdSSR

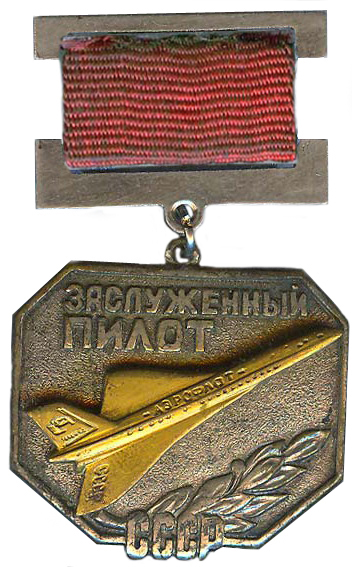
Abbildung des Abzeichens

Der Ehrentitel Verdienter Pilot der UdSSR (russisch Заслуженный пилот СССР) wurde am 30. September 1965 per Dekret des Präsidium des Obersten Sowjets der UdSSR gestiftet und sollte zivile Piloten ehren, die eine Rolle bei der Entwicklung moderner Flugzeugtypen oder bei der Anwendung neuer Techniken u. ä. gespielt haben. Das Abzeichen wurde 1988 abgeschafft.